# Furthia
Furthia is een geslacht van kevers uit de familie bladkevers (Chrysomelidae).
De wetenschappelijke naam van het geslacht werd in 2000 gepubliceerd door Medvedev.

## Soorten
- Furthia indica Medvedev, 2000